# Гаттео
Гаттео (итал. Gatteo) — коммуна в Италии, располагается в регионе Эмилия-Романья, подчиняется административному центру Форли-Чезена.
Население составляет 9 006 человека (31-08-2017), плотность населения составляет 636,92 чел./км². Занимает площадь 14 км². Почтовый индекс — 47030. Телефонный код — 00541.
Покровителем населённого пункта считается Святой Лаврентий. Праздник ежегодно празднуется 10 августа.
Близлежащие коммуны: Чезенатико, Гамбеттола, Лонджано, Савиньяно-суль-Рубиконе.

## Демография

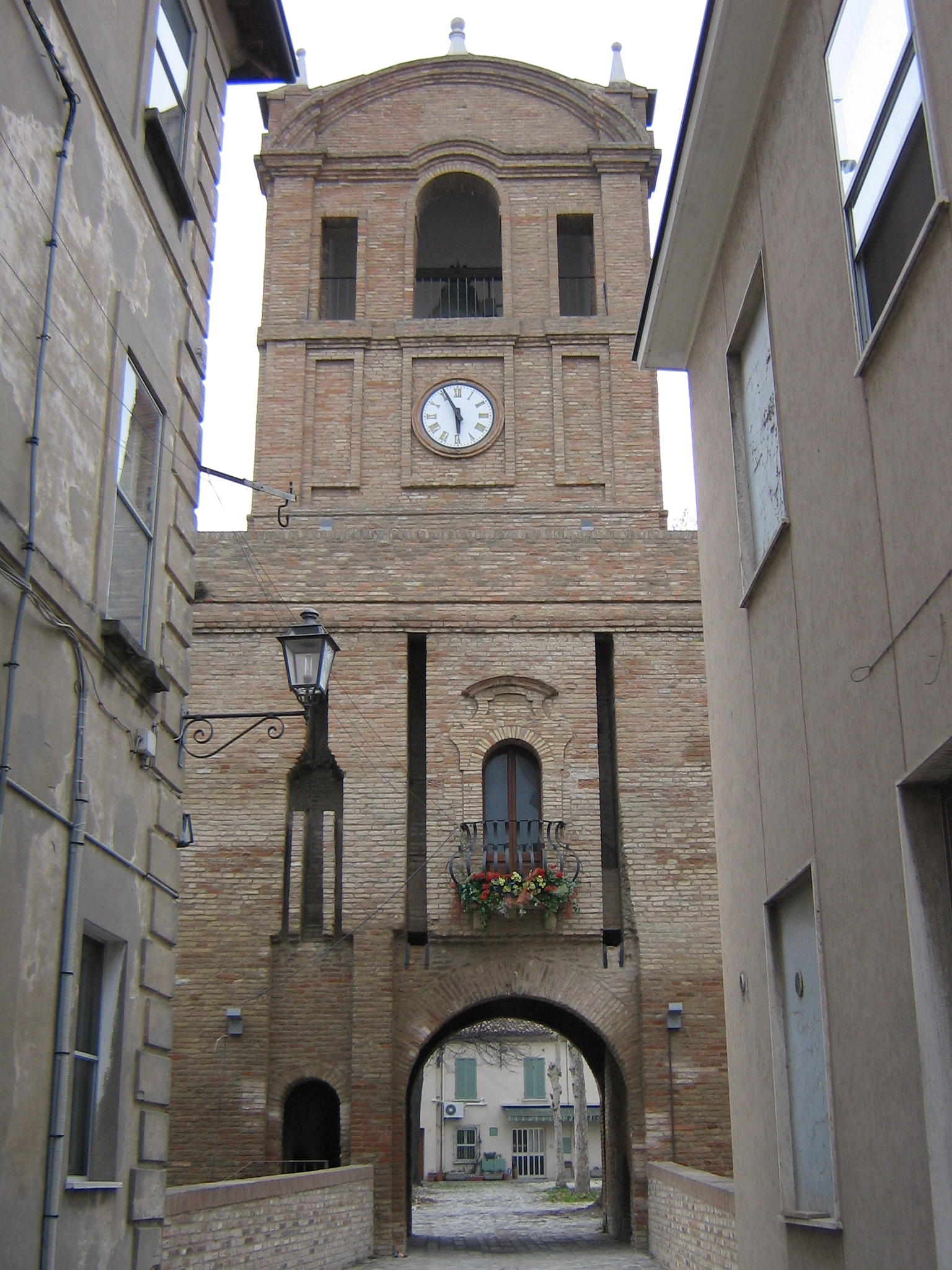
Castello malatestiano

Динамика населения:

## Примечание
1. ↑  Statistiche demografiche ISTAT. demo.istat.it. Дата обращения: 6 ноября 2019. Архивировано из оригинала 16 июля 2018 года.